# Великобечкеречки бициклистички клуб
Великобечкеречки бициклистички клуб (мађ. nagybecskereki kerékpár egylet) основан је 1. августа 1896. Први председник клуба био је Аладар Керескеш.
Клуб је почетком 1897. изградио велодром са бетонском стазом дужине 333,33 м, ширине 6,5—7 м, са највећом висином на завојима од 2,44 метра. До 1902. на том велодрому је организовано десет већих такмичења са бициклистима из многих градова Угарске и Србије. За највећу постигнуту километражу од 5002 км награђени су Луна Кокић и њен супруг А. Ф. Кокић.
Када је 1898- уведен порез на бицикле, одушевљење за бициклистички спорт је опало, па је скупштина клуба 25. јуна 1903, донела је одлука о продаји велодрама и ликвидацији клуба.